# Bosniska armén
Bosniska Armén (ARBiH; Armija RBiH; Armija Republike Bosne i Hercegovine) var de officiella militära styrkorna för Republiken Bosnien Hercegovina etablerade av den Bosniska regeringen 1992 omedelbart efter självständighetsförklaringen.
Den bosniska armén bildades 15 april 1992 under Bosnienkrigets första dagar. Innan armén blev officiell hade det redan bildats ett antal paramilitära grupperingar med kopplingar till det civila försvaret som exempelvis de "gröna baskrarna", patriotiska ligan och det lokala territoriella försvaret. Dessa organiserades i första hand av militärer hemmahörande i Bosnien-Hercegovina som lämnat den Jugoslaviska armén men även av den lokala polisen i vissa delar av landet. Skapandet av den bosniska armén skedde under de värsta av omständigheter eftersom Bosnien var drabbat av ett vapenembargo och endast ett mycket begränsade antal handeldvapen kunde smugglas in via det krigsdrabbade Kroatien. Under hela kriget skulle den bosniska armén komma att befinna sig i en situation med svår brist på stridsvagnar och tungt artilleri. Den förste överbefälhavaren blev Sefer Halilovic.
Armén var indelad i flera olika armékårer, alla stationerade i var sitt ansvarsområde. 1993 döptes de flesta brigaderna om till "jägarförband" eftersom man ansåg att bristen på tunga vapen gjorde det organisatoriskt meningslöst att deklarera dem som infanteri eller mekaniserade trupper. Dessutom är det Bosniska landskapet bättre lämpat för just lätt infanteri istället för pansarskytte och andra mekaniserade enheter.

## Organisation
- 1:a Armékåren: Sarajevo (HQ), Goražde
- 2:a Armékåren: Tuzla (HQ), Doboj, Bijeljina, Srebrenica, Žepa, Zvornik och Tešanj
- 3:e Armékåren: Zenica (HQ), Gornji Vakuf, Vitez, Visoko
- 4:e Armékåren: Mostar (HQ) Livno, Tomislavgrad och Trebinje
- 5:e Armékåren: Bihać (HQ), Bužim, och Bosanska Krajina
- 6:e Armékåren: Konjic (HQ)
- 7:e Armékåren: Jajce och Travnik (HQ)

Efter krigets slut i och med Daytonavtalet 1995 bildade ARBiH tillsammans med de bosnienkroatiska (katoliker) Kroatiska försvarsrådet (HVO)-styrkorna ”Bosniska federationens armé” som i januari 2006 slogs samman med bosnienserbiska VRS att utgöra ”Bosnien-Hercegovinas väpnade styrkor”.